# Gerd Wessig
Gerd Wessig, né le 16 juillet 1959 à Lübz (Mecklembourg-Poméranie-Occidentale), est un ancien athlète est-allemand spécialiste du saut en hauteur.

## Biographie
Il se présenta aux Jeux olympiques d'été de 1980 à Moscou avec 2,30 m comme meilleure performance personnelle obtenu aux championnats de République démocratique allemande. Il obtint la médaille d'or en établissant un nouveau record du monde à 2,36 m. Il fut ainsi le premier sauteur en hauteur à améliorer un record du monde lors de Jeux olympiques d'été.
Après ces jeux, il s'essaya au décathlon, réalisant 8 015 points en mai 1983 (équivalent à 7 974 points selon les tables actuelles). Mais souvent blessé, il se consacra ensuite au saut en hauteur.

## Palmarès

### Jeux olympiques
- Jeux olympiques de 1980 à Moscou :
  -  Médaille d'or au saut en hauteur avec un saut à 2,36 m

### Championnats d'Europe
- Championnats d'Europe d'athlétisme de 1986 à Munich :
  - 7e au saut en hauteur